# 蔡子民
蔡子民（1920年6月—2003年4月11日），原名蔡慶榮，男，台湾彰化人，中华人民共和国政治人物。

## 生平
1920年6月出生於台湾彰化一個傳統的書香門第，1939年進入日本早稻田大学政治學系。畢業後擔任了東京《華僑日報》總編輯。
1946年返回台灣創辦《自由报》並擔任总编辑。1947年2月，他參與二二八事件。1947年4月23日廿七部隊隊長鍾逸人遭蔡慶榮（投共後改名蔡子民）、許子哲出賣，被憲警逮捕，險遭殺害。
同年9月，在中華民國政府的追捕中，他冒著危險抵達上海。中國共產黨領導的解放區令他看到了希望，投身於中國共產黨領導的新民主主義革命，擔任了上海台灣旅滬同鄉會總幹事，並加入了中共。後於1949年7月加入台灣民主自治同盟。
中華人民共和國成立後，他從事對台灣廣播的編輯工作。1962年9月轉到外事工作崗位，同時研究台灣歷史，關心台灣問題，結合出版了《台灣史志》一書。1979年10月後任第二、三届台灣民主自治同盟总部常务理事。1981年3月至1985年5月，他擔任中华人民共和国驻日本大使馆文化参赞。回國後歷任台盟常務委員、宣傳部長，第四届台盟中央主席团主席、第五届台盟中央主席。
1989年六四事件后，6月28日蔡子民在中共中央举行的党外人士座谈会上发言说，台盟认为四中全会开得非常及时，对于稳定全国局势，建设有中国特色的社会主义，将起重大作用。我们坚决拥护四中全会决定的以江泽民总书记为核心的新的领导集体。台盟将一如既往，与中国共产党同心同德，坚持立国之本，走好强国之路，使我国屹立于世界民族之林。
1997年他主動提出退居二線，擔任了第六屆台盟中央名譽主席。曾任海峽兩岸關係協會顧問，中華海外聯誼會副會長等職。是第四、五屆全國人大代表，第六、七、八屆全國人大常委會委員，第九屆全國政協常務委員、港澳台僑委員會副主任。2003年4月11日在北京逝世。